# Ceratostylis dataensis
Ceratostylis dataensis är en orkidéart som beskrevs av Oakes Ames. Ceratostylis dataensis ingår i släktet Ceratostylis och familjen orkidéer. Inga underarter finns listade i Catalogue of Life.